# Ludvig Daae (1829–1893)
Ludvig Daae, född den 24 april 1829 i Borgunds pastorat, Romsdals amt, död den 1 maj 1893 i Kristiansand, var en norsk jurist och politiker. 
Daaes karriär som ämbetsman omfattade att han 1856 blev overretssagfører, 1869 fogde i Sunnmøre och 1876 sorenskriver i Nordre Sunnmøre. 1889 utnämndes han till tullkassör i Kristiansand.
Han var ledamot av stortinget åren 1859—1879, som representant för sin hembygd. Han var i flera år president, först i odelstinget och sedan i lagtinget. Han tillhörde den dåvarande oppositionen. 
Efter att han undanbett sig återval stod han utanför det offentliga livet, tills han, som var nära knuten till statsminister Johan Sverdrup, den 26 juni 1884 blev försvarsminister. 
Han avgick dock redan 1885 och bosatte sig på sin släktgård Solnør. 1886-88 satt han åter i stortinget, nu som representant för Aalesund och Molde. 
I sina yngre dagar började han en lovande historisk författarverksamhet, men denna avbröts, då han inträdde på den politiska banan. 1866 utgav han en kritik av Rudolf Keysers efterlämnade skrifter.